# 千洪乡
千洪乡，中国浙江省西北部杭州市临安区下辖的一个乡。千洪乡由千茂、杨洪二地各取首字而得名。山地面积占94.7%，森林覆盖率达87.1%。

## 辖区
该乡辖有：杨洪村、泗洲村、朱湾村、千茂村。